# Trimble (Tennessee)
Trimble é uma cidade  localizada no estado norte-americano de Tennessee, no Condado de Dyer e Condado de Obion.

## Demografia
Segundo o censo norte-americano de 2000, a sua população era de 728 habitantes.
Em 2006, foi estimada uma população de 727, um decréscimo de 1 (-0.1%).

## Geografia
De acordo com o United States Census Bureau tem uma área de
1,7 km², dos quais 1,7 km² cobertos por terra e 0,0 km² cobertos por água. Trimble localiza-se a aproximadamente 101 m acima do nível do mar.

## Localidades na vizinhança
O diagrama seguinte representa as localidades num raio de 16 km ao redor de Trimble.